# 立川興
立川 興（たちかわ さかん、1852年（嘉永5年10月）- 1906年（明治39年）11月25日）は、明治時代の政治家、銀行家、醸造家。衆議院議員（2期）。

## 経歴
水戸藩の郷士・立川直行の子として常陸国久慈郡太田村（茨城県久慈郡太田町を経て現常陸太田市）に生まれる。漢籍を修める。久慈郡書記を経て、茨城県会議員に当選。同副議長を歴任した。財界では、家業の醤油醸造業のほか、太田銀行頭取、茨城県農工銀行監査役などを務めた。
1890年（明治23年）7月の第1回衆議院議員総選挙では茨城県第2区から出馬し当選。つづく第2回総選挙でも当選し衆議院議員を通算2期務めた。

## 親族
- 弟：加納友之介（官僚、住友銀行理事）[3]